# 1. liga 2022-2023
La 1. liga 2022-2023, conosciuta anche come Fortuna liga per ragioni di sponsorizzazione, è stata la 30ª edizione della massima serie del campionato ceco, iniziata il 30 luglio 2022 e terminata il 28 maggio 2023. Il Viktoria Plzeň è la squadra campione in carica. Lo Sparta Praga si è laureato campione per la tredicesima volta nella sua storia.

## Stagione

### Novità
Dalla stagione precedente è retrocesso il solo Karviná, mentre Bohemians 1905 e Teplice, rispettivamente terzultimo e penultimo nel campionato precedente, sono riusciti a mantenere la categoria vincendo i rispettivi spareggi salvezza. L'unica promozione è stata conquistata dallo Zbrojovka Brno, vincitore della 2. liga.

### Formula
Le 16 squadre partecipanti si affrontano in gironi di andata-ritorno per un totale di 30 giornate, che costituiscono la stagione regolare. Al termine della stagione regolare le prime sei squadre classificate si qualificano per i play-off scudetto, le squadre classificate dal 7º al 10º posto si qualificano per i play-off di metà classifica e, infine, le squadre dall'11º al 16º partecipano ai play-out.

Al termine della stagione la squadra campione si qualifica per il secondo turno di qualificazione della UEFA Champions League 2023-2024, mentre la seconda e la terza classificate si qualificano per il secondo turno di qualificazione della UEFA Europa Conference League 2023-2024.

Per quanto riguarda i play-out, l'ultima classificata retrocede in 2. Liga mentre penultima e terz'ultima affrontano la seconda e terza classificate della 2. Liga, per mantenere la categoria.

## Squadre partecipanti
| Club               | Città              | Stadio                           | Stagione precedente            |
| ------------------ | ------------------ | -------------------------------- | ------------------------------ |
| Baník Ostrava      | Ostrava            | Stadio Municipale                | 5º posto in 1. liga            |
| Bohemians 1905     | Praga              | Stadio Ďolíček                   | 14º posto in 1. liga           |
| Dyn. Č. Budějovice | České Budějovice   | Stadio Střelecký ostrov          | 10º posto in 1. liga           |
| Hradec Králové     | Hradec Králové     | Stadio Municipale Mladá Boleslav | 6º posto in 1. liga            |
| Jablonec           | Jablonec nad Nisou | Stadion Střelnice                | 13º posto in 1. liga           |
| Mladá Boleslav     | Mladá Boleslav     | Stadio Municipale                | 7º posto in 1. liga            |
| Pardubice          | Pardubice          | Stadio Ďolíček (Praga)           | 11º posto in 1. liga           |
| Sigma Olomouc      | Olomouc            | Andrův stadion                   | 8º posto in 1. liga            |
| Slavia Praga       | Praga              | Sinobo Stadium                   | 2º posto in 1. liga            |
| Slovácko           | Uherské Hradiště   | Stadio Miroslav Valenty          | 4º posto in 1. liga            |
| Slovan Liberec     | Liberec            | Stadion u Nisy                   | 9º posto in 1. liga            |
| Sparta Praga       | Praga              | Generali Arena                   | 3º posto in 1. liga            |
| Teplice            | Teplice            | Na Stínadlech                    | 15º posto in 1. liga           |
| Trinity Zlín       | Zlín               | Stadio Letná                     | 12º posto in 1. liga           |
| Viktoria Plzeň     | Plzeň              | Doosan Arena                     | Campione della Repubblica Ceca |
| Zbrojovka Brno     | Brno               | Městský fotbalový                | 1º posto in 2. liga            |

## Allenatori
| Club               | Allenatore          |
| ------------------ | ------------------- |
| Baník Ostrava      | Pavel Vrba          |
| Bohemians 1905     | Jaroslav Veselý     |
| Dyn. Č. Budějovice | Jozef Weber         |
| Hradec Králové     | Miroslav Koubek     |
| Jablonec           | David Horejš        |
| Mladá Boleslav     | Pavel Hoftych       |
| Pardubice          | Radoslav Kováč      |
| Sigma Olomouc      | Václav Jílek        |
| Slavia Praga       | Jindřich Trpišovský |
| Slovácko           | Martin Svědík       |
| Slovan Liberec     | Luboš Kozel         |
| Sparta Praga       | Brian Priske        |
| Teplice            | Jiří Jarošík        |
| Trinity Zlín       | Jan Jelínek         |
| Viktoria Plzeň     | Michal Bílek        |
| Zbrojovka Brno     | Richard Dostálek    |

## Stagione regolare

### Classifica finale stagione regolare
|  | Pos. | Squadra            | Pt | G  | V  | N  | P  | GF | GS | DR  |
|  | ---- | ------------------ | -- | -- | -- | -- | -- | -- | -- | --- |
|  | 1.   | Sparta Praga       | 68 | 30 | 20 | 8  | 2  | 70 | 29 | +41 |
|  | 2.   | Slavia Praga       | 66 | 30 | 20 | 6  | 4  | 81 | 25 | +56 |
|  | 3.   | Viktoria Plzeň     | 57 | 30 | 17 | 6  | 7  | 55 | 29 | +26 |
|  | 4.   | Bohemians 1905     | 48 | 30 | 14 | 6  | 10 | 53 | 49 | +4  |
|  | 5.   | Slovácko           | 46 | 30 | 13 | 7  | 10 | 36 | 38 | -2  |
|  | 6.   | Sigma Olomouc      | 41 | 30 | 10 | 11 | 9  | 45 | 40 | +5  |
|  | 7.   | Slovan Liberec     | 38 | 30 | 10 | 8  | 12 | 39 | 43 | -4  |
|  | 8.   | Hradec Králové     | 38 | 30 | 11 | 5  | 14 | 34 | 40 | -6  |
|  | 9.   | Mladá Boleslav     | 37 | 30 | 9  | 10 | 11 | 39 | 42 | -3  |
|  | 10.  | Dyn. Č. Budějovice | 35 | 30 | 10 | 5  | 15 | 35 | 54 | -19 |
|  | 11.  | Jablonec           | 35 | 30 | 9  | 8  | 13 | 46 | 57 | -11 |
|  | 12.  | Baník Ostrava      | 35 | 30 | 9  | 8  | 13 | 43 | 42 | +1  |
|  | 13.  | Teplice            | 32 | 30 | 8  | 8  | 14 | 38 | 63 | -25 |
|  | 14.  | Zbrojovka Brno     | 31 | 30 | 8  | 7  | 15 | 40 | 56 | -16 |
|  | 15.  | Pardubice          | 28 | 30 | 8  | 4  | 18 | 29 | 58 | -29 |
|  | 16.  | Trinity Zlín       | 26 | 30 | 5  | 11 | 14 | 37 | 55 | -18 |

Legenda:
      Ammesse ai Play-off scudetto.
      Ammesse ai Play-off intermedi.
      Ammesse ai Play-out.
Note:
Tre punti per la vittoria, uno per il pareggio, zero per la sconfitta.

### Risultati

#### Tabellone
|                    | Ban  | Boh  | Dyn  | Hra  | Jab  | Mla  | Par  | Sig  | Sla  | Slk  | SLi  | Spa  | Tep  | Tri  | Vik  | Zbr  |
| ------------------ | ---- | ---- | ---- | ---- | ---- | ---- | ---- | ---- | ---- | ---- | ---- | ---- | ---- | ---- | ---- | ---- |
| Baník Ostrava      | –––– | 4-1  | 1-2  | 0-2  | 1-2  | 3-1  | 3-0  | 0-3  | 0-2  | 3-1  | 0-0  | 0-3  | 1-2  | 3-1  | 2-1  | 1-2  |
| Bohemians 1905     | 3-3  | –––– | 1-2  | 1-2  | 4-1  | 4-0  | 2-0  | 1-1  | 1-4  | 1-0  | 0-2  | 2-6  | 2-0  | 3-2  | 1-1  | 1-1  |
| Dyn. Č. Budějovice | 2-1  | 1-0  | –––– | 0-3  | 5-1  | 0-2  | 3-1  | 0-3  | 1-0  | 2-2  | 0-2  | 0-2  | 0-3  | 2-2  | 0-1  | 3-2  |
| Hradec Králové     | 0-0  | 0-2  | 2-1  | –––– | 1-4  | 0-1  | 1-3  | 1-0  | 1-0  | 1-2  | 1-2  | 0-2  | 4-1  | 0-0  | 1-2  | 2-1  |
| Jablonec           | 1-1  | 0-3  | 3-0  | 3-0  | –––– | 1-2  | 1-0  | 0-2  | 2-3  | 1-1  | 1-1  | 1-1  | 4-1  | 2-2  | 0-3  | 3-1  |
| Mladá Boleslav     | 1-0  | 4-3  | 2-2  | 1-2  | 2-2  | –––– | 0-1  | 1-1  | 1-1  | 1-1  | 4-0  | 1-3  | 3-0  | 1-1  | 0-0  | 0-0  |
| Pardubice          | 3-1  | 0-1  | 0-2  | 1-0  | 1-0  | 0-3  | –––– | 0-2  | 0-2  | 0-2  | 2-1  | 0-2  | 3-1  | 2-1  | 1-1  | 1-3  |
| Sigma Olomouc      | 1-4  | 2-2  | 3-0  | 2-2  | 3-0  | 2-0  | 2-2  | –––– | 2-0  | 1-2  | 1-1  | 1-1  | 1-2  | 2-1  | 2-3  | 0-2  |
| Slavia Praga       | 3-1  | 3-0  | 6-1  | 1-1  | 5-1  | 2-1  | 7-0  | 4-0  | –––– | 2-0  | 3-0  | 4-0  | 6-0  | 4-1  | 2-1  | 2-0  |
| Slovácko           | 0-1  | 2-4  | 1-0  | 1-0  | 0-2  | 2-1  | 1-0  | 0-0  | 1-1  | –––– | 1-2  | 1-1  | 2-1  | 3-0  | 2-0  | 1-0  |
| Slovan Liberec     | 0-0  | 1-3  | 1-1  | 2-0  | 2-0  | 1-3  | 1-1  | 2-2  | 2-2  | 0-1  | –––– | 1-3  | 5-1  | 1-0  | 0-1  | 3-1  |
| Sparta Praga       | 1-1  | 1-1  | 1-0  | 2-1  | 3-0  | 4-1  | 5-2  | 2-0  | 3-3  | 4-0  | 1-2  | –––– | 4-1  | 0-0  | 2-1  | 3-1  |
| Teplice            | 0-5  | 0-1  | 0-2  | 1-0  | 3-2  | 1-1  | 5-1  | 2-1  | 1-1  | 1-3  | 2-1  | 2-2  | –––– | 0-0  | 2-2  | 1-1  |
| Trinity Zlín       | 1-1  | 4-1  | 5-1  | 2-2  | 2-2  | 0-0  | 2-1  | 0-1  | 0-4  | 0-2  | 2-1  | 2-3  | 2-1  | –––– | 0-3  | 2-3  |
| Viktoria Plzeň     | 3-1  | 1-2  | 2-1  | 1-2  | 3-2  | 2-0  | 2-1  | 1-1  | 3-0  | 3-0  | 2-1  | 0-1  | 1-1  | 3-0  | –––– | 4-0  |
| Zbrojovka Brno     | 2-1  | 1-2  | 1-2  | 1-2  | 1-2  | 3-1  | 2-1  | 2-3  | 0-4  | 2-2  | 3-0  | 0-4  | 2-2  | 1-1  | 1-3  | –––– |

## Play-off scudetto

### Classifica
Aggiornata al 27 maggio 2023. 
 
Le squadre mantengono i punti conquistati nella stagione regolare.{| class="wikitable sortable" style="text-align: center; font-size: 90%;"
! width="7%" |
! width="7%" |Pos.
! width="27%" |Squadra
! width="10%" |Pt
! width="7%" |G
! width="7%" |V
! width="7%" |N
! width="7%" |P
! width="7%" |GF
! width="7%" |GS
! width="7%" |DR
|- style="background:#99CBFF;"
|  ||1.|| style="text-align:left;" | Sparta Praga
|78|| 35|| 23|| 9|| 3|| 76|| 33||+43
|- style="background-color:#FFFFBB
| ||2.|| style="text-align:left;" | Slavia Praga
|78|| 35|| 24|| 6|| 5|| 98|| 31||+67
|- style="background-color:#B0FFB0
| ||3.|| style="text-align:left;" | Viktoria Plzeň
|61|| 35|| 18|| 7|| 10|| 60|| 38||+22
|- style="background-color:#B0FFB0
|  ||4.|| style="text-align:left;" | Bohemians 1905
|52|| 35|| 15|| 7|| 13|| 56|| 58||-2
|- 
| ||5.|| style="text-align:left;" | Slovácko
|50|| 35|| 13|| 11|| 11|| 40|| 46||-6
|- 
| ||6.|| style="text-align:left;" | Sigma Olomouc
|48|| 35|| 12|| 12|| 11|| 53|| 47||+6
|}
Legenda:

      Campione della Repubblica Ceca e ammessa alla UEFA Champions League 2023-2024
      Ammessa alla UEFA Europa League 2023-2024
      Ammessa alla UEFA Europa Conference League 2023-2024
Note:

Tre punti per la vittoria, uno per il pareggio, zero per la sconfitta.

### Risultati
|                | Boh  | Sig  | Sla  | Svk  | SPr  | VPl  |
| -------------- | ---- | ---- | ---- | ---- | ---- | ---- |
| Bohemians      | –––– | -    | -    | 0-0  | -    | -    |
| Sigma Olomouc  |      | –––– | -    | -    | 0-1  | -    |
| Slavia Praga   | 6-0  |      | –––– | -    | -    | -    |
| Slovácko       | -    | 3-0  |      | –––– |      |      |
| Sparta Praga   | -    | -    | 3-2  | -    | –––– |      |
| Viktoria Plzeň | -    | 1-3  | -    | 2-2  | -    | –––– |

## Play-off intermedi

### Semifinali
|                    | Risultati |                    | Luogo e data                    |
| ------------------ | --------- | ------------------ | ------------------------------- |
| Dyn. Č. Budějovice | 3 - 2     | Slovan Liberec     | České Budějovice, 7 maggio 2023 |
| Slovan Liberec     | 4 - 0     | Dyn. Č. Budějovice | Liberec, 13 maggio 2023         |
|                    |           |                    |                                 |
| Mladá Boleslav     | 0 - 0     | Hradec Králové     | Boleslav, 7 maggio 2023         |
| Hradec Králové     | 2 - 0     | Mladá Boleslav     | Hradec Králové, 13 maggio 2023  |
|                    |           |                    |                                 |

### Finale
|                | Risultati |                | Luogo e data                   |
| -------------- | --------- | -------------- | ------------------------------ |
| Hradec Králové | 0-4       | Slovan Liberec | Hradec Králové, 21 maggio 2023 |
| Slovan Liberec | 2-3       | Hradec Králové | Liberec, 26 maggio 2023        |
|                |           |                |                                |

## Play-out
Aggiornata al 28 maggio 2023. 

Le squadre mantengono i punti conquistati nella stagione regolare.{| class="wikitable sortable" style="text-align: center; font-size: 90%;"
! width="7%" |
! width="7%" |Pos.
! width="27%" |Squadra
! width="10%" |Pt
! width="7%" |G
! width="7%" |V
! width="7%" |N
! width="7%" |P
! width="7%" |GF
! width="7%" |GS
! width="7%" |DR
|- 
| ||11.|| style="text-align:left;" | Baník Ostrava
|42 || 35|| 11|| 9|| 15|| 53||50||+3
|- 
| ||12.|| style="text-align:left;" | Teplice 
|42 || 35|| 11|| 9|| 15|| 45||67||-22
|- 
| ||13.|| style="text-align:left;" | Jablonec
|40 || 35|| 10|| 10|| 15|| 49|| 63||-14
|-
|  ||14.|| style="text-align:left;" | Pardubice
|37 || 35|| 11|| 4|| 20|| 38|| 63||-25
|- 
|  ||15.|| style="text-align:left;" | Trinity Zlín
|34 || 35|| 7|| 13|| 15|| 43|| 60||-17
|- style="background:#FFCCCC;"
|  ||16.|| style="text-align:left;" | Zbrojovka Brno
|33 || 35|| 8|| 9|| 18|| 41|| 64||-23
|}
Legenda:

 Ammessa allo spareggio promozione/retrocessione
      Retrocessa in Druhá liga 2023-2024
Note:

Tre punti a vittoria, uno a pareggio, zero a sconfitta.

### Risultati
|               | Ban  | Brn  | Jab  | Par  | Tep  | Zln  |
| ------------- | ---- | ---- | ---- | ---- | ---- | ---- |
| Banik Ostrava | –––– | 4-0  |      |      |      |      |
| Brno          |      | –––– |      | 0-2  |      |      |
| Jablonec      | 1-1  |      | –––– |      |      |      |
| Pardubice     |      | 1-1  |      | –––– |      | 2-2  |
| Teplice       |      |      |      | 1-0  | –––– | 2-1  |
| Trinity Zlin  |      |      | 1-1  |      |      | –––– |

## Statistiche

### Squadre

#### Capoliste solitarie
|    | ——  | —— | —— | ——           | ——           | —— | —— | ——             | ——             | ——             | ——             | ——             | ——             | ——             | ——             | ——             | ——           | ——           | ——           | ——           | ——           | ——           | ——  | ——  | ——           | ——           | ——  | ——  | ——           | —— |  |
|    | Lib |    |    | Slavia Praga | Slavia Praga |    |    | Viktoria Plzeň | Viktoria Plzeň | Viktoria Plzeň | Viktoria Plzeň | Viktoria Plzeň | Viktoria Plzeň | Viktoria Plzeň | Viktoria Plzeň | Viktoria Plzeň | Slavia Praga | Slavia Praga | Slavia Praga | Slavia Praga | Slavia Praga | Slavia Praga |     |     | Sparta Praga | Sparta Praga |     |     | Sparta Praga |    |  |
|    |     |    |    |              |              |    |    |                |                |                |                |                |                |                |                |                |              |              |              |              |              |              |     |     |              |              |     |     |              |    |  |
|    |     |    |    |              |              |    |    |                |                |                |                |                |                |                |                |                |              |              |              |              |              |              |     |     |              |              |     |     |              |    |  |
| 1ª | 2ª  | 3ª | 4ª | 5ª           | 6ª           | 7ª | 8ª | 9ª             | 10ª            | 11ª            | 12ª            | 13ª            | 14ª            | 15ª            | 16ª            | 17ª            | 18ª          | 19ª          | 20ª          | 21ª          | 22ª          | 23ª          | 24ª | 25ª | 26ª          | 27ª          | 28ª | 29ª | 30ª          |    |  |

### Classifica marcatori
aggiornata al 16 maggio 2023
| Gol |  |  | Giocatore       | Squadra        |
| --- |  |  | --------------- | -------------- |
| 19  |  |  | Jakub Řezníček  | Zbrojovka Brno |
| 15  |  |  | Jan Chramosta   | Jablonec       |
| 14  |  |  | Mick van Buren  | Slovan Liberec |
| 13  |  |  | Tomáš Chorý     | Viktoria Plzeň |
| 13  |  |  | Jan Kuchta      | Sparta Praga   |
| 12  |  |  | Václav Jurečka  | Slavia Praga   |
| 12  |  |  | Tomáš Čvančara  | Sparta Praga   |
| 12  |  |  | Mojmír Chytil   | Sigma Olomouc  |
| 12  |  |  | Ladislav Krejčí | Sparta Praga   |
| 11  |  |  | Stanislav Tecl  | Slavia Praga   |
| 11  |  |  | Roman Květ      | Bohemians      |
| 11  |  |  | Peter Olayinka  | Slavia Praga   |
| 10  |  |  | Ondřej Lingr    | Slavia Praga   |